# Maciej Banach
Maciej Banach (ur. 3 czerwca 1977 w Płocku) – polski kardiolog, profesor nauk medycznych, nauczyciel akademicki Uniwersytetu Medycznego w Łodzi, Uniwersytetu Zielonogórskiego, Katolickiego Uniwersytetu Lubelskiego Jana Pawła II oraz Uniwersytetu Johns Hopkins w Baltimore (MD, USA), w latach 2010–2012 podsekretarz stanu w Ministerstwie Nauki i Szkolnictwa Wyższego, w latach 2014–2021 dyrektor Instytutu „Centrum Zdrowia Matki Polki”. Od 2021 dyrektor ds. medycznych firmy nutraceutycznej Nomi Biotech Corporation, od 2022 Diary Biotechnologies, a od września 2024 firmy medycznej zajmującej się rozwiązaniami digitalizacyjnymi opartymi na sztucznej inteligencji (AI) w ochronie zdrowia - Graylight Imaging. Od 2024 r. prorektor ds. Collegium Medicum KUL.

## Życiorys

### Edukacja
W 1996 ukończył Liceum Ogólnokształcące im. Władysława Jagiełły w Płocku. W 2002 ukończył studia na wydziale lekarskim Akademii Medycznej w Łodzi. W latach 2002–2003 odbył staż podyplomowy w Poliklinice MSWiA w Łodzi, następnie odbył studia doktoranckie w Klinice Kardiochirurgii I Katedry Kardiologii i Kardiochirurgii Uniwersytetu Medycznego w Łodzi, gdzie równolegle pracował na stanowisku młodszego asystenta.

### Kariera lekarsko-naukowa
22 czerwca 2006 obronił pracę doktorską: Porównanie wybranych parametrów hemodynamicznych oraz rokowania u pacjentów operowanych z powodu aortalnej wady serca w zależności od rodzaju wady oraz stopnia niewydolności mięśnia sercowego. Od września 2006 rozpoczął pracę na stanowisku asystenta w Klinice Kardiologii I Katedry Kardiologii i Kardiochirurgii Uniwersytetu Medycznego w Łodzi.
28 marca 2008 w wyniku przedstawienia rozprawy Okołooperacyjne migotanie przedsionków – czynniki ryzyka i prognozowanie, uzyskał w Instytucie „Centrum Zdrowia Matki Polki” stopień doktora habilitowanego nauk medycznych. W kwietniu 2010 w wieku 32 lat uzyskał stopień profesora nadzwyczajnego Uniwersytetu Medycznego w Łodzi, a po zakończeniu pracy na stanowisku Podsekretarza Stanu MNISW, tytuł profesora belwederskiego w kwietniu 2014.
Jest współautorem ponad 1500 publikacji naukowych (w tym 1548 publikacji według Google Scholar [liczba cytowań 131288; IH=120], 1471 publikacji według ResearchGate [liczba cytowań: 103110, IH=114], 1023 publikacji według SCOPUS [liczba cytowań: 90038, IH=97] oraz 1223 publikacji według Web of Science [liczba cytowań = 74431, IH=94] [stan na 21.12.2023]) oraz ponad 40 książek z dziedziny kardiologii, hipertensjologii, lipidologii, kardiochirurgii i nefrologii, w tym wydanych przez wydawnictwo Springer „Cardiovascular Complications of Covid-19” (2022), „Hypertensives Syndromes in Geriatric Patients” (2020) czy „Combination Therapy in Dyslipidemia” (2015). Znajduje się w 1% najczęściej cytowanych naukowców na świecie (w obszarze Medycyna Kliniczna oraz Farmakologia i Toksykologia) według Essential Science Indicators firmy Clarivate (z 66 TOP Papers - wrzesień 2024), na 4 miejscu najczęściej cytowanych osób w Polsce obszarze medycyny na podstawie rankingu Research.com i oraz na 10 miejscu najczęściej cytowanych osób w Polsce we wszystkich obszarach nauki na podstawie rankingu AD Scientific Index 2024 (w tym na 3. miejscu w ciągu ostatnich 6 lat w ocenie indeksu Hirscha). Według InCites B&A Clarivate (wrzesień 2024) jest najbardziej cytowanym naukowcem w Polsce bez względu na obszar badawczy za ostatnie 5 lat (2019–2023). Jest w grupie 5 najbardziej utytułowanych ekspertów na świecie wg Expertscape w badaniach nad statynami, lipoproteinami, cholesterolem HDL i kilku innych. Jest honorowym członkiem (fellow) American Heart Association (FAHA), National Lipid Association (FNLA), European Society of Cardiology (FESC), American Society of Angiology (FASA), Royal Society for Public Health (FRSPH) oraz American Society of Geriatric Cardiology (FSGC, 2008–2010). W czerwcu 2017 odebrał najwyższe naukowe wyróżnienie – doktorat honoris causa Uniwersytetu Medycznego w Timisoarze w Rumunii (University of Medicine and Pharmacy Victor Babes), a w kolejnych latach doktoraty honoris causa Instytut Kardiologii w Kijowie (2018), Uniwersytetu Medycyny i Farmacji „Carol Davila” w Bukareszcie (2019), Uniwersytetu Pavla Jozefa Šafárika w Koszycach (2020) oraz Uniwersytetu w Zagrzebiu (2022).
W momencie objęcia funkcji podsekretarza stanu w Ministerstwie Nauki i Szkolnictwa Wyższego pełnił funkcję kierownika Zakładu Nadciśnienia Tętniczego w Katedrze Nefrologii i Nadciśnienia Tętniczego Uniwersytetu Medycznego w Łodzi (od lipca 2008). Po zakończeniu pracy w MNiSW pełni funkcję kierownika Zakładu Nadciśnienia Tętniczego (obecnie Zakładu Kardiologii Prewencyjnej i Lipidologii), Katedry Nefrologii i Nadciśnienia Tętniczego, Uniwersytetu Medycznego w Łodzi. Od czerwca 2012 do czasu objęcia funkcji dyrektora ICZMP pełnił funkcję Dyrektora Biura ds. Współpracy z Zagranicą Uniwersytetu Medycznego w Łodzi.
Jest założycielem i przewodniczącym Polskiego Towarzystwa Lipidologicznego (Polish Lipid Association, PoLA), afiliowanego partnera Amerykańskiego Towarzystwa Lipidologicznego (National Lipid Association, NLA) oraz partnerem American Society for Preventive Cardiology (ASPC). Jest także przewodniczącym Oddziału Łódzkiego Polskiego Towarzystwa Nadciśnienia Tętniczego (PTNT). Jest Sekretarzem Generalnym Europejskiego Towarzystwa Miażdżycowego (EAS, European Atherosclerosis Society) (2021–2024). Jest założycielem Lipid and Blood Pressure Meta-analysis Collaboration (LBPMC) Group – grupy międzynarodowych ekspertów zajmującymi się badaniami na temat leczenia zaburzeń lipidowych oraz nadciśnienia tętniczego oraz założycielem i przewodniczącym Międzynarodowego Panelu Ekspertów Lipidowych (International Lipid Expert Panel) – jednego z najważniejszych międzynarodowych gremiów naukowych zajmujących się problematyką kardiologii prewencyjnej, zaburzeń lipidowych oraz badań nad miażdżycą
Od 2014 jest profesorem wizytującym w University of Alabama at Birmingham (USA), University of Medicine and Pharmacy Victor Babes w Timișoarze w Rumunii, a od 2021 dodatkowo University of California at Irvine (UCI), od roku 2022 współpracuje także jako Adjunct Professor z Johns Hopkins Ciccarone Center for the Prevention of Cardiovascular Disease Uniwersytetu Johns Hopkins w Baltimore, MD, USA (the Johns Hopkins Hospital według najnowszego rankingu the World’s Best Hospitals 2023 by Newsweek zajmuje 4 miejsce na świecie). W roku 2024 został zaproszony przez prof. Gregory Y.H. Lipa do współpracy naukowo-badawczej z Liverpool Centre for Cardiovascular Science (LCCS).
W 2015 roku objął funkcję kierownika Centrum Chorób Serca i Naczyń WLNZ Uniwersytetu Zielonogórskiego.
12 lutego 2021 roku został powołany przez Prezydenta RP Andrzeja Dudę na członka Rady do spraw Ochrony Zdrowia, zrezygnował 4 czerwca 2023 roku.
4 marca 2024 roku, decyzją Kapituły Konkursu Listy-100 Pulsu Medycyny, został uznany najbardziej wpływową osobą w Medycynie w Polsce.
W 2024 r. podjął współpracę z Katolickim Uniwersytetem Lubelskim Jana Pawła II, gdzie nadzoruje badania, w tym badania kliniczne prowadzone na Collegium Medicum KUL. Jednocześnie został powołany na prorektora ds. Collegium Medicum na tej uczelni.

### Działalność wydawnicza i społeczna
W latach 2002–2005 działał w Klubie Młodego Lekarza przy Okręgowej Izbie Lekarskiej w Łodzi, gdzie m.in. pełnił funkcję wiceprzewodniczącego. W tym samym czasie współredagował internetowe portale medyczne i popularnonaukowe: kardiolog.pl, poradnikmedyczny.pl, ekonferencje.pl, chirurg.pl, kardiologiainwazyjna.pl. W latach 2002–2004 był redaktorem prowadzącym witryny jobmed.pl. Pisywał również w polskojęzycznych serwisach internetowych firm farmaceutycznych Solvay SA, Polpharma i Aventis.
Jest redaktorem naczelnym czasopisma naukowego wydawanego przez wydawnictwo Termedia z Poznania: „Archives of Medical Science” (IF2022=3.80) oraz założonych w 2016 i 2017 roku w związku z intensywnym rozwojem AMS – czasopism „AMS-Atherosclerotic Diseases”, „AMS-Civilization Dideases” oraz „AMS-Aging”, a także przez spółkę International Scientific Literature z Nowego Jorku: Cardiovascular Continuum (nie jest już wydawane). W wydawnictwie Termedia pełnił też funkcję Dyrektora Naukowego (do 2015). Był także redaktorem prowadzącym Clinical and Experimental Medical Letters. Jest też członkiem rad naukowych lub redaktorem m.in. następujących czasopism: „European Heart Journal Open”, „Journal of Clinical Medicine”, „Metabolites”, „Nutrients”, „BMC Medicine”, „Scientific Reports”, „Atherosclerosis”, „Journal of Hypertension”, „Angiology”, „Medical Science Monitor”, „Current Drug Therapy”, „International Journal of Pharmacology”, „Expert Opinion on Pharmacotherapy”, „Biology of Sport”, „Geriatria Polska”, „Journal of Atrial Fibrillation”, „Folia Hepatologica”, „Orvosi Hetilap”, „Clinical and Experimental Medical Letters” oraz „Central European Journal of Medicine”.
Za rządów minister Barbary Kudryckiej był członkiem Zespołu Programu Operacyjnego Innowacyjna Gospodarka (POIG), Rady Młodych Naukowców oraz Komisji ds. Oceny Parametrycznej Czasopism Naukowych przy Minister Nauki i Szkolnictwa Wyższego. 1 października 2010 roku został nominowany podsekretarzem stanu w tym ministerstwie zastępując Jerzego Szweda w obowiązkach wiceministra do spraw nauki. W trakcie swojej pracy był odpowiedzialny m.in. za: koordynację zadań w zakresie współpracy dwustronnej z zagranicą, w tym związanych z realizacją umów międzynarodowych oraz współpracy na szczeblu rządowym; realizację programów i zadań wynikających z członkostwa w Unii Europejskiej; projektowanie założeń polityki naukowej i naukowo-technicznej państwa, z uwzględnieniem zadań wynikających ze Strategii Lizbońskiej; współpracę z Polską Akademią Nauk oraz za zadania wynikające z nadzoru Ministra nad Narodowym Centrum Nauki (NCN). 31 stycznia 2012 został odwołany z tego stanowiska.
W lutym 2014 roku został dyrektorem Instytutu „Centrum Zdrowia Matki Polki”. W styczniu 2017 roku otrzymał wyróżnienie „Menedżer Roku 2016 w Ochronie Zdrowia – placówki publiczne” w konkursie „Sukces Roku w Ochronie Zdrowia – Liderzy Medycyny 2016”, a w październiku 2017 – nagrodę „Innowator Wprost 2017” w kategorii Nauka. We wrześniu 2017 roku oficjalnie zainicjował działalność think-tanku „Innowacje dla Zdrowia” jako fundator założyciel oraz prezes zarządu wraz z innymi 5 kluczowymi instytutami badawczymi działającymi w ochronie zdrowia w Polsce oraz z Radą Programową składającą się z ponad 40 kluczowych firm działającym na rynku polskim.

### Inne
Członek Nadzwyczajny Armii Krajowej Okręgu Mazowsze Północ (nr legitymacji: 054961) za zostanie laureatem konkursu o historii Armii Krajowej i II wojnie światowej jeszcze podczas edukacji w Liceum Ogólnokształcącym im. Władysława Jagiełły w Płocku. Wychowany na książkach Prof. Władysława Bartoszewskiego o Powstaniu Warszawskim i okupacji, z którym później miał okazję współpracować w czasie, kiedy pełnił funkcję podsekretarza stanu w Ministerstwie Nauki i Szkolnictwa Wyższego i był odpowiedzialny za stosunki bilateralne. Na zaproszenie prezydenta Bronisława Komorowskiego - przewodniczącego komitetu honorowego na 90. urodziny Władysława Bartoszewskiego, był zaproszony, jako reprezentant pokolenia "45 minus", do współtworzenia księgi jubileuszowej "Ku Przyszłości".

## Nagrody i wyróżnienia
- 2006: Stypendium Fundacji Tygodnika „Polityka”
- 2008: Laureat Programu START prowadzonego przez Fundację na Rzecz Nauki Polskiej (FNP)
- 2009: Nagroda Ministra Zdrowia za cykl prac badawczych[54]
- 2009: Nagroda Rektora UM w Łodzi (1-go stopnia) za cykl prac badawczych
- 2010: Nagroda Rektora UM w Łodzi (1-go stopnia) za cykl prac badawczych
- 2011: Nagroda Rektora UM w Łodzi (1-go stopnia) za cykl prac badawczych
- 2011: Nagroda Ministra Zdrowia za cykl prac badawczych
- 2012: SuperTalent w Medycynie przyznawany przez czasopismo Puls Medycyny[64]
- 2012: Nagroda Rektora UM w Łodzi (1-go stopnia) za cykl prac badawczych
- 2013: Laureat XIV edycji konkursu Sukces Roku w Ochronie Zdrowia – Liderzy Medycyny – Nagroda Specjalna Menedżera Zdrowia[65]
- 2013: Nagroda Rektora UM w Łodzi (1-go stopnia) za cykl prac badawczych
- 2014–2016: ponad 20 Nagród Rektora UM w Łodzi (1-go i 2-go stopnia) za cykl prac badawczych
- 2016: Wyróżnienie w VIII edycji konkursu „Złoty Skalpel” organizowanej przez Puls Medycyny za „Unowocześnienie polskiego systemu opieki zdrowotnej poprzez implementację innowacyjnych rozwiązań światowych”[66].
- 2017: Menedżer Roku 2016 w Ochronie Zdrowia – placówki publiczne w konkursie Sukces Roku w Ochronie Zdrowia – Liderzy Medycyny 2016[59].
- 2017: Doktor honoris causa Uniwersytetu Medycznego w Timisoarze w Rumunii (University of Medicine and Pharmacy Victor Babes)[30].
- 2019: Doktor honoris causa Uniwersytetu Medycyny i Farmacji „Carol Davila” w Bukareszcie (Universitatea de Medicină și Farmacie Carol Davila din București)[67].
- 2019: wyróżnienie w konkursie „Złoty Skalpel 2019” za wdrażanie projektu „Smart Hospital”[68].
- 2020: Doktor honoris causa Uniwersytetu Medycznego Pavla Jozefa Šafárika w Koszycach (Słowacja)[33].
- 2022: Doktor honoris causa Uniwersytetu W Zagrzebiu (Chorwacja)[34].
- 2018–2022: w pierwszej 10-tce na Liście 100 najbardziej wpływowych ludzie w Medycynie w konkursie organizowanym przez Puls Medycyny – za rok 2022 (miejsce 7), za rok 2021 (miejsce 3), za rok 2020 (miejsce 8), za rok 2019 (miejsce 10), za rok 2018 (miejsce 9)[69].
- 2014–2023: Kilkadziesiąt nagród Rektora UM w Łodzi za cykl prac badawczych[70].
- 2023: Medal z okazji 600. urodzin Łodzi Ex navicula navis – dla osób promujących działania na rzecz rozwoju miasta Łodzi[71].
- 2024: 1 miejsce w plebiscycie Lista Stu 2023 najbardziej wpływowych osób w polskiej medycynie[72]
- 2024: Wyróżnienie MedMan Hero 2023 Fundacji Kobiety Medycyny za działania na rzecz wsparcie kobiet w medycynie[73].
- 2024: Nagroda Tygodnika Wprost – Wizjoner Systemu Ochrony Zdrowia[74].
- 2024: Członkostwo w Academia Europaea[75].